# USA:s MotoGP 2008
USA:s MotoGP 2008 ingick som elfte deltävling av arton i Roadracing-VM 2008 och kördes på Laguna Seca Raceway 18-20 juli 2008. Som brukligt vid USA:s MotoGP kördes endast MotoGP-klassen, under det att 125- och 250-klasserna hade semester.

## Resultat
| Placering | Nr | Förare           | Märke    | Varv | Tid       | Grid | Poäng |
| --------- | -- | ---------------- | -------- | ---- | --------- | ---- | ----- |
| 1         | 46 | Valentino Rossi  | Yamaha   | 32   | 44:04.311 | 2    | 25    |
| 2         | 1  | Casey Stoner     | Ducati   | 32   | +13.001   | 1    | 20    |
| 3         | 7  | Chris Vermeulen  | Suzuki   | 32   | +26.609   | 8    | 16    |
| 4         | 4  | Andrea Dovizioso | Honda    | 32   | +34.901   | 9    | 13    |
| 5         | 69 | Nicky Hayden     | Honda    | 32   | +35.663   | 3    | 11    |
| 6         | 14 | Randy de Puniet  | Honda    | 32   | +37.668   | 6    | 10    |
| 7         | 24 | Toni Elias       | Ducati   | 32   | +41.629   | 10   | 9     |
| 8         | 11 | Ben Spies        | Suzuki   | 32   | +41.927   | 13   | 8     |
| 9         | 52 | James Toseland   | Yamaha   | 32   | +43.019   | 5    | 7     |
| 10        | 56 | Shinya Nakano    | Honda    | 32   | +44.391   | 12   | 6     |
| 11        | 12 | Jamie Hacking    | Kawasaki | 32   | +46.258   | 17   | 5     |
| 12        | 50 | Sylvain Guintoli | Ducati   | 32   | +55.273   | 14   | 4     |
| 13        | 15 | Alex de Angelis  | Honda    | 32   | +55.521   | 16   | 3     |
| 14        | 5  | Colin Edwards    | Yamaha   | 32   | +1:02.380 | 7    | 2     |
| 15        | 65 | Loris Capirossi  | Suzuki   | 32   | +1:08.207 | 11   | 1     |
| 16        | 33 | Marco Melandri   | Ducati   | 32   | +1:10.962 | 15   |       |
| 17        | 13 | Anthony West     | Kawasaki | 31   | +1 varv   | 18   |       |
| Bröt      | 48 | Jorge Lorenzo    | Yamaha   | 0    | Olycka    | 4    |       |

| Pole Position | Tid      | Snabbaste varv | Tid      |
| ------------- | -------- | -------------- | -------- |
| Casey Stoner  | 1:20.700 | Casey Stoner   | 1:21.915 |